# Libre disposition de soi
 (décembre 2012).
Si vous disposez d'ouvrages ou d'articles de référence ou si vous connaissez des sites web de qualité traitant du thème abordé ici, merci de compléter l'article en donnant les références utiles à sa vérifiabilité et en les liant à la section « Notes et références ».
 (décembre 2014).
 (septembre 2016).
Améliorez-le ou discutez des points à vérifier. 
La libre disposition de soi renvoie aux libertés fondamentales s’attachant à la sauvegarde de la personne : le droit de disposer de son corps et le droit à l’intégrité physique. Celles-ci ont pour objectif commun de reconnaître à la personne la maîtrise de soi dans certaines limites : la première, positivement, en garantissant la libre disposition du corps, la seconde, négativement en interdisant à autrui d’y porter atteinte. Elles constituent les deux faces d’une seule et même liberté physique, dont le respect conditionne l’existence de toutes les autres libertés.

## Encadrement juridique
Ces libertés fondamentales ayant toujours possédé une importance primordiale[réf. nécessaire], leur respect s’imposait avec la force de l’évidence[non neutre], de telle sorte que très peu de celles-ci furent expressément établies. Puis leur existence juridique fut corrélative aux progrès fulgurants des sciences de la vie. 
Confrontés à de nombreux enjeux scientifiques, le droit de disposer de son corps et le droit à l’intégrité physique connaissent une constante remise en question. Les juristes doivent ainsi faire face à des problèmes qui dépassent singulièrement la technique pour atteindre la morale et des valeurs diamétralement opposées au sein d’une société. D'un côté, les tenants de la dignité humaine au détriment de la liberté individuelle, de l'autre les partisans d’une liberté individuelle la plus large possible. La libre disposition de soi est ainsi écartelée entre un certain humanisme juridique[évasif]
 et les exigences grandissantes du domaine scientifique.

## Droit de disposer de son corps
Le droit de disposer de son corps est très étendu. Il concerne aussi bien la maîtrise et le don de son corps que la sexualité.

### Maîtrise et don de son corps
L’article 16-1 du Code civil est appliqué au principe d’ordre public de non-patrimonialité du corps humain. Ce principe, différent de l’indisponibilité du corps humain au sens strict, n’interdit pas le don d’organes ou de produits du corps humain. La loi du 29 juillet 1994, relative au don et à l’utilisation des éléments et produits du corps humain, à l’assistance médicale à la procréation et au diagnostic prénatal, régie le prélèvement d’organes pendant la vie. Le donneur majeur ne peut ainsi donner qu’à des individus au lien de parenté directe ou, en cas d’urgence, au conjoint. Le donneur mineur ne peut, lui, donner que sa moelle osseuse qu’à ses frères et sœurs, après consentement du tuteur légal. Est aussi autorisé le prélèvement d’organes sur le cadavre de toute personne majeure dès lors que celle-ci n’a pas fait connaître de son vivant son refus d’un tel prélèvement. Malgré tout, conformément à l’article L1232-1 du Code de la Santé publique, celui-ci ne se fait qu'à des fins thérapeutiques ou scientifiques, et le médecin doit s'efforcer de recueillir auprès des proches l'opposition au don d'organes éventuellement exprimée de son vivant par le défunt. Enfin, l’ultime manifestation de ce droit est celui de décider de sa propre mort. Ainsi, le suicide ou la tentative de suicide ne font l’objet d’aucune incrimination légale. Relevant davantage de la médecine que de la répression pénale, le droit de se suicider est donc implicitement reconnu.
Malgré tout, le droit à l’euthanasie, le droit de l’individu d’exiger que sa mort soit provoquée par autrui afin d’abréger ses souffrances, n’existe pas en France et constitue un crime. Le droit de se suicider connait aussi des limites. L’article D390 du Code de procédure pénale autorise l’alimentation forcée des détenus faisant la grève de la faim. De plus, le droit au suicide n’exclut pas l’existence d’une obligation de porter secours à la personne qui tente de se suicider. Il existe aussi l’affirmation du caractère res extra commercium du corps humain. Le Code civil énonce ainsi le principe de non-patrimonialité de la personne : l’article 16-1 alinéa 3 prévoit que le corps humain, ses éléments et produits ne peuvent faire l’objet d’un droit patrimonial. Ainsi seuls les dons et l’utilisation des éléments et produits du corps humain sont possibles et doivent respecter quatre principes : volontariat, gratuité, finalité thérapeutique et anonymat. Enfin, les articles 16-4-3 du Code civil et L2151-2 du Code de santé publique interdisent la conception in vitro d’embryon ou la constitution par clonage d’embryons humains à des fins de recherche.

### Droit des sexualités
Le droit de disposer de son corps recouvre notamment le droit d’entretenir des relations sexuelles, le droit de procréer et le droit de changer de sexe.
Le droit d’entretenir des relations sexuelles n’est clairement garanti par aucun texte, mais souvent affirmé de manière implicite par la jurisprudence. Ce droit, conçu largement, s’applique aux relations homosexuelles et hétérosexuelles. Malgré tout, le droit d’entretenir des relations sexuelles connaît plusieurs limites notables. L’article 227-25 du Code pénal interdit aux majeurs d’entretenir des relations sexuelles avec des mineurs de moins de quinze ans, même consentants. De plus, le juge condamne les personnes qui, se sachant porteuses de maladies mortelles, sexuellement transmissibles, ont contaminé leurs partenaires. Enfin, il est possible de rapprocher le mariage qui, impliquant le devoir de fidélité, peut s’analyser comme une auto-limitation légale du droit d’entretenir des relations sexuelles.
Ce droit implique aussi, implicitement, le droit de se prostituer. Droit qui n’est pas interdit par le Code pénal, et qui est reconnu par la jurisprudence, comme dans l’arrêt Dames Dol et Laurent, rendu le 28 février 1919, dans lequel le Conseil d’État reconnaît la liberté individuelle des filles galantes. Toutefois, on pourrait lui opposer le principe de non-patrimonialité ou d'indisponibilité du corps humain.
De plus, toute personne a le droit de procréer ou de refuser de procréer. Le refus de procréer peut s’exercer par différents moyens. Le droit à la contraception, tout d’abord, a été reconnu pour la première fois en France, par la loi du 28 décembre 1967. Puis, la loi du 17 janvier 1975, relative à l’interruption volontaire de grossesse, confirmée par la loi du 31 décembre 1979, a reconnu le droit à l’avortement. Celui-ci a depuis connu des évolutions, notamment par la loi du 30 mai 2001, modifiant la procédure préalable, allongeant le délai pendant lequel peut être pratiquée l’interruption volontaire de grossesse, et rendant délictuelle l’entrave à celle-ci. Enfin, le droit à la stérilisation, longtemps refusé en France, a été reconnu par la loi du 4 juillet 2001, pour les personnes majeures volontaires. De plus, la loi du 29 juillet 1994, modifiant les articles L.2141-2 et 2141-10 du Code de la santé publique, met en place l’exercice de la procréation médicalement assistée en encadrant les règles déontologiques des établissements compétents.

## Intégrité physique

### Composantes
Le respect de l'intégrité physique implique :
- Le droit à la vie
- Le droit au respect du corps

### Limites
L’intégrité physique connait certaines atteintes à des fins d’ordre public et de santé publique.

#### Des raisons d’ordre public
L’article 9 de la Déclaration des droits de l’Homme et du Citoyen de 1789 énonce que l’ordre public justifie toute rigueur nécessaire pour s’assurer de la personne d’un individu dangereux ou recherché par la justice. Il justifie ainsi les dépistages par prise de sang de l’alcoolémie des conducteurs et certains contrôles policiers. Il est aussi fréquemment invoqué pour légitimer la peine de mort, atteinte la plus grave à l’intégrité physique. Peine, malgré tout, abolie par la loi du 9 octobre 1981 et le protocole no 6 de la Convention européenne des droits de l’Homme, ratifié le 17 février 1986. La mort peut, toutefois, être légalement infligée dans le cadre de mesures de maintien de l’ordre : protection des personnes, arrestations, répression d’une émeute ou d’une insurrection. Une exigence de stricte proportionnalité devra être satisfaite à l’aune de la contrainte exercée par des personnes après un ordre de dispersion et de sommations, et le caractère absolument nécessaire devra être démontré conformément à l’article 2-2 de la Convention précitée. Riposter à la violence par la violence sous réserve de proportionnalité, existe aussi à des fins individuelles, dans le cas de la légitime défense, autorisée par l’article 122-5 et 122-7 du Code pénal.

#### Des raisons de santé publique
Les nécessités de la santé publique sont invoquées pour effectuer diverses atteintes légales à l’intégrité physique. Ainsi l’arrêt Association liberté information santé, rendu par le Conseil d’État le 26 novembre 2001, rappelle que peuvent être obligatoires certaines vaccinations. Dès lors, l’article L.3111-1 du Code de la santé publique dispose qu’est obligatoire la vaccination contre la diphtérie, le tétanos et la polio. La santé publique justifie aussi certains dépistages obligatoires par prise de sang. Ainsi l’article L.2122-1 du Code de la santé publique, applicable aux femmes enceintes, et 706-47-1 du Code pénal, relatif aux agressions sexuelles, illustrent ceux-ci. Enfin, les nécessités de la santé publiques peuvent entrainer certaines obligations de soigner. Le directeur général d’une agence régionale de santé peut ainsi être enjoint de faire soigner certains individus sans leur consentement : les personnes ayant fait un usage illicite de stupéfiants ou une consommation excessive et habituelle d'alcool, et les porteurs de maladies vénériennes, conformément aux articles L.3413-1 et suivants du Code de la santé publique. La chambre criminelle de la Cour de cassation dans un arrêt du 30 octobre 1974 a d’ailleurs considéré fautif, le refus pour raisons religieuses, de soumettre un enfant à une transfusion sanguine.

## Sources

### Sources de droit international
La Déclaration Universelle des Droits de l’Homme du 10 décembre 1948 se réfère à la dignité humaine dans son préambule et le consacre dans ses articles premiers, 22 et 23.
Le Pacte International relatif aux Droits Civils et Politiques du 16 décembre 1966 consacre cette notion de dignité humaine à son article 10. L’article 6, du même pacte, précise que ce droit à la vie doit être protégé par la loi. Cette protection permettant la jouissance effective du droit à la vie peut se manifester par la garantie de la sécurité des personnes et la garantie du droit à une vie décente. De plus, la torture et les traitements inhumains ou dégradants sont interdits en son article 7.
L’article 2 §1 de la Convention européenne des droits de l’Homme consacre aussi le droit à la vie. La torture et les traitements inhumains ou dégradants sont interdits par l’article 3 de la Convention européenne de sauvegarde des droits de l’Homme. À cela s’est ajoutée la Convention contre la torture, adoptée par l’Assemblée générale des Nations unies le 3 décembre 1984, et la Convention européenne pour la prévention de la torture, adoptée le 26 novembre 1987 par le Comité des ministres du Conseil de l’Europe.
La Cour européenne des droits de l’Homme qualifie les traitements inhumains ou dégradants comme l’agissement qui provoque volontairement des souffrances physiques ou mentales particulièrement graves, ou qui humilie l’individu grossièrement devant autrui, sans toutefois atteindre le degré d’intensité qui caractérise la torture, comme l’illustre son arrêt Irlande c/ Royaume-Uni du 18 janvier 1978. Enfin, l’esclavage et le travail forcé, définis comme la condition de l’individu sur lequel s’exercent les attributs du droit de propriété, sont notamment interdits par l’article 4 de la Convention européenne des droits de l’Homme, et par l’article 8 du Pacte international relatif aux droits civils et politiques précité.

### Sources de droit interne français
La protection du corps de l’individu est permise par le droit à l’intégrité physique corrélatif au droit de toute personne à la vie. Le droit de disposer de soi est ainsi protégé par le droit à l’intégrité physique. Ce droit joue un rôle de protection des individus entre eux, entrainant corrélativement une meilleure disposition de soi. Le droit à l’intégrité physique suscite ainsi un intérêt particulièrement marqué sur la torture, les traitements inhumains ou dégradants, l’esclavage et les expérimentations médicales, car ceux-ci sont rarement possibles sans la complicité d’autorités détentrices d’un pouvoir politique ou médical. Mais le droit à l’intégrité physique s’exprime aussi par une série d’interdictions pleinement établies : les violences, conformément aux articles 222-7 à 222-15 du Code pénal, le viol, conformément aux articles 222-23 à 222-26, et les « autres agressions sexuelles », conformément aux articles 222-27 à 222-31. De plus, les articles 222-1 à 222-6 du Code pénal définissent la torture comme l’acte qui inflige volontairement des souffrances aiguës, physiques ou mentales, à une personne.
L’émergence de la notion de dignité en droit interne date de la décision du Conseil Constitutionnel du 27 juillet 1994 sur la loi relative à l’utilisation des éléments et produits du corps humain, à l’assistance médicale à la procréation et au diagnostic prénatal. En effet, saisi des lois bioéthiques, le Conseil, en se fondant sur le préambule de la Constitution de 1946 a dégagé le principe de sauvegarde de la dignité humaine. Cette notion renvoi, selon le philosophe Paul Ricœur, à l’idée que « quelque chose est dû à l'être humain du fait qu'il est humain ». Puis, le Conseil d’État, dans l’arrêt Commune de Morsang-sur-Orge, du 27 octobre 1995, participe au mouvement jurisprudentiel du développement et de l’utilisation de ce nouveau principe en droit positif. Dans cette affaire du « lancer de nain », il intègre le respect de la dignité de la personne à sa définition de l’ordre public. Cette notion de dignité humaine, de par son caractère élargi, permet de justifier certaines restrictions du droit de disposer de son corps. En effet, cette sauvegarde de la dignité de la personne permet de restreindre les individus dans leur liberté, au nom de principes supérieurs et incontestables.
Enfin, le législateur prévoit l’interdiction de certaines expérimentations médicales. La loi du 20 décembre 1988, relative à la protection des personnes qui se prêtent à des recherches biomédicales, régit ainsi l’expérimentation sur les humains. Les lois du 29 juillet 1994 régissent, elles, les expérimentations diverses sur l’embryon. De plus, l’arrêt Milhaud, rendu par le Conseil d’État le 2 juillet 1993, vient combler le vide juridique jusqu’alors existant concernant l’expérimentation sur les dépouilles mortelles. Ces expérimentations sont ainsi interdites sauf dans deux cas : le prélèvement d’organes ou « une nécessité scientifique reconnue ».